# 늑대의 어둠
《늑대의 어둠》(영어: Hold the Dark)은 2018년 공개된 미국의 액션 스릴러 영화이다. 제러미 소녜이가 감독을, 메이컨 블레어가 각본을 맡았다. 윌리엄 지랄디의 동명 소설이 영화의 원작이다. 2018년 9월 12일 제43회 토론토 국제 영화제에서 전 세계 최초로 상영되었으며, 2018년 9월 28일 넷플릭스를 통해 공개되었다.

## 줄거리
2004년 12월. 늑대 행동 연구가 러셀 코어는 의뢰를 받고 알래스카로 불려가 슬론 부부의 6살 아들 베일리를 비롯해 마을 아이 셋을 죽였다는 늑대떼를 잡기 위해 자취를 뒤쫓기 시작한다.

## 출연
- 제프리 라이트 - 러셀 코어 역
- 알렉산데르 스카르스고르드 - 버넌 슬론 역
- 제임스 배지 데일
- 라일리 키오
- 줄리언 블랙 앤털로프
- 메이컨 블레어
- 피터 맥로비
- 조너선 화이트셀

## 기타 제작진
- 배역: 에이비 코프먼